# Peter Flanigan
Peter Magnus Flanigan (Manhattan, Nueva York, 21 de junio de 1923-Austria, 29 de julio de 2013) fue un banquero de inversión estadounidense que más tarde se convirtió en un influyente asistente y recaudador de fondos del presidente Richard M. Nixon.

## Vida
Nació en Manhattan en el seno de una familia acomodada. Su padre, Horace "Hap" Flanigan, era banquero, y su madre, Aimee Flanigan (apellido de soltera: Magnus), era hija del cofundador de Anheuser-Busch. Peter Flanigan recibió una educación católica. Fue piloto de portaaviones para la marina estadounidense durante la Segunda Guerra Mundial. Se graduó summa cum laude por la Universidad de Princeton y comenzó a trabajar para la empresa de inversiones Dillon, Read & Company.

## Política
Flanigan, republicano comprometido que había apoyado a Nixon frente a John F. Kennedy en las elecciones presidenciales de la década de 1960, fue nombrado director adjunto de la campaña de Nixon en 1968. Ostentó el cargo de asistente presidencial hasta 1972. Tal era la influencia de Flanigan y su apoyo en la recaudación de fondos, que Ralph Nader le puso de apodo el "minipresidente". Renunció a su cargo en la administración de Nixon en junio de 1974.

### Diplomacia
Flanigan fue nombrado embajador extraordinario y plenipotenciario (en España) por el sucesor de Nixon, el presidente Gerald Ford. Sin embargo, este nombramiento, que tuvo lugar el 17 de septiembre de 1974, no fue ratificado por el Senado y nunca llegó a ejercer como tal.

## Familia
La primera esposa de Flanigan, Brigid Flanigan (apellido de soltera: Snow), murió en 2006. El matrimonio tuvo cinco hijos, uno de los cuales fue la hermana Louise Marie Flanigan, una monja católica. Flanigan volvió a casarse en 2008 con Dorothea von Oswald, de nacionalidad austríaca. La pareja poseía casas en Wildenhag, Oberösterreich, Austria, y Purchase (Nueva York).

## Muerte
Flanigan murió por causas desconocidas a los 90 años en un hospital de una pequeña ciudad a las afueras de Salzburgo (Austria).